# Roni Horn
Pour les articles homonymes, voir Horn.
Roni Horn, née le 25 septembre 1955, à New York, est une artiste conceptuelle et écrivaine américaine. Son œuvre, développée durant plus de quarante ans, comprend de la sculpture, du dessin, de la photographie et des installations in situ.

## Biographie

### Jeunesse et formation
Roni Horn est née le 25 septembre 1955 à New York. Elle est la petite fille d'immigrants juifs d'Europe de l'Est et grandit dans le comté de Rockland,.
Elle quitte le lycée un an avant la fin du cursus, à 16 ans, et s'inscrit à la Rhode Island School of Design. Elle obtient un Master of Fine Arts en sculpture de l'université de Yale.

### Pratique artistique
A partir de 1975, elle voyage régulièrement en Islande, dont les paysages, le climat et l'isolement influencent fortement sa pratique,.
Roni Horn explore la nature changeante de l'art et de l'identité à travers les médiums de la sculpture, du dessin, de la photographie et du livre.
Elle explique que le dessin est une activité fondamentale dans son travail car il permet de penser les relations. Ses dessins se concentrent sur la matérialité des objets représentés. Elle utilise également des mots comme base pour ses dessins ou d'autres travaux. Elle crée des relations complexes entre le spectateur et ses œuvres en installant une seule œuvre sur des murs opposés, dans des pièces adjacentes ou à travers une série de bâtiments. Elle subvertit la notion "d'expérience identique" en insistant sur le fait que la perception de soi est toujours caractérisée par son existence dans un certain espace à un certain moment. Ses travaux sont dépendants du site où ils sont exposés, reprenant en cela une idée des Minimalistes. Son travail représente souvent la relation cyclique de l'humanité à la nature, une relation en miroir dans laquelle l'humanité tente de refaire la nature à sa propre image.[réf. nécessaire]

## Œuvres

### To Place
Un élément important dans le travail de Roni Horn est une série de livres en cours, To Place (1990-) qui concerne l'Islande. Les livres abordent les problématiques d'identité, de site et de nature à travers des photographies de paysages, de glace, de roches, d'eaux tourbillonnantes et de personnes. La plupart des images sont accompagnées de textes descriptifs, classificatoires ou littéraires.

### Installations
Elle a créé plusieurs œuvres publiques en lien avec la météorologie, dont You Are the Weather—Munich (1996–1997) une installation permanente au Deutscher Wetterdienst de Munich. You in You (1997), une passerelle à la gare est de Bâle qui imite une formation unique de basalte d'Islande.[réf. nécessaire]

#### You Are The Weather
La première installation photographique de Horn, You Are The Weather (1994-1996), est un cycle photographique comprenant 100 gros plans de l'artiste islandaise Margrét Haraldsdóttir Blöndal, dans une série de piscines géothermiques islandaises,.
Des notes écrites par Horn à propos de cette œuvre sont incluses dans le catalogue qui accompagne la rétrospective itinérante de Roni Horn en 2009, Roni Horn alias Roni Horn. L'ouvrage, en deux volumes, comprend un index des sujets qui rassemble des écrits et des réflexions sur des œuvres, des thèmes, des titres et des sujets liés à la pratique de Roni Horn.

La curatrice Donna De Salvo (en) écrit :  

« You are the Weather dépeint une chose vivante plutôt qu'inerte. Horn a compliqué la notion de surface et de peau. Ce traitement du visage brouille la distinction entre objet et sujet. Qui est le "vous" ? Bien sûr, toutes les réponses dépendent entièrement de qui choisit d'assumer le rôle de « vous ». C'est un processus de découverte, qui reflète en quelque sorte la fabrication de l'œuvre elle-même. La différence subtile et pas si subtile dans ces photographies rend difficile pour un spectateur de rejeter une image comme étant identique de celle à côté. 'Vous' devez bien regarder. »

— Donna De Salvo (en)
De nombreuses images de You Are the Weather sont publiées dans l'un des volumes To Place.
You are the Weather, Part 2, suit la même forme que You are the Weather et reprend le même modèle, 15 ans plus tard,.

## Expositions
Une exposition permanente est présentée à Stykkishólmur (Islande) : la Vatnasafn (la bibliothèque de l'eau). L'ancienne bibliothèque accueille maintenant 24 colonnes de verre contenant l'eau de 24 glaciers islandais.
- Roni Horn & On Kawara, Museum für Moderne Kunst, Francfort, 1999. Conservateur : Rolf Lauter[12].
- Roni Horn – Drei Arbeiten, Städtische Galerie im Lenbachhaus und Kunstbau, Munich, 1983.

## Publications
- (en) To Place :
  - Bluff Life (book I), New York, Peter Blum, 1990 (ISBN 0-935875-09-3).
  - Folds (book II), New York, Mary Boone Gallery, 1991 (ISBN 0-941863-21-2).
  - Lava (book III), New York, Roni Horn, 1992 (ISBN 1-56466-035-4).
  - Pooling Waters (book IV), Cologne, Walther König, 1994 (ISBN 3-88375-187-1).
  - Inner Geography (supplément), Baltimore, Baltimore Museum of Art, 1994 (ISBN 0-912298-67-7).
  - Verne's Journey (book V), Cologne, Walther König, 1995 (ISBN 3-88375-219-3).
  - Haraldsdóttir (book VI), Denver, Ginny Williams, 1996 (ISBN 1-880146-16-9).
  - Arctic Circles (book VII), Denver, Ginny Williams, 1998 (ISBN 1-880146-21-5).
  - Becoming a Landscape (book VIII), Denver, Ginny Williams, 2001 (ISBN 3-88243-797-9).
  - Doubt Box (book IX), Göttingen, Steidl, 2006 (ISBN 3-86521-276-X).
- (en) You are the Weather, Zurich et New York, Scalo en collaboration avec Fotomuseum Winterthur, 1997 (ISBN 3-931141-45-4).
- (en) Kathleen Merrill Campagnolo et Jan Avgikos, Still Water, Santa Fe, Site Santa Fe, 2000 (ISBN 0-9700774-1-6).
- (en) Another Water (the River Thames, for Example), Zurich et New York, Scalo, 2000 (ISBN 3-908247-25-X).
- (en) Dictionary of Water, Paris, Édition 7L, 2001 (ISBN 3-88243-753-7).
- (en) This Is Me, This Is You, Paris, Édition 7L, 2002 (ISBN 3-88243-798-7).
- (en) Cabinet of, Göttingen et New York, Steidl et Dangin, 2003 (ISBN 3-88243-864-9).
- (en) Her, Her, Her & Her, Göttingen et New York, Steidl et Dangin, 2004 (ISBN 3-86521-035-X).
- (en) Louise Bourgeois, Anne Carson, Hélène Cixous et John Waters, Wonderwater (Alice Offshore), Göttingen, Steidl, 2004 (ISBN 3-86521-005-8).
- (en) Rings of Lispector (Agua Viva) (avec Hélène Cixous), Londres et Göttingen, Hauser & Wirth et Steidl, 2005 (ISBN 3-86521-149-6).
- (en) Index Cixous: Cix Pax, Göttingen, Steidl, 2005 (ISBN 3-86521-135-6).
- (en) Herðubreið at Home: the Herðubreið paintings of Stefán V. Jónsson aka Stórval, Göttingen, Steidl, 2007 (ISBN 978-3-86521-457-7).
- (en) Weather reports You, Londres, Artangel et Steidl, 2007 (ISBN 978-3-86521-388-4).
- (en) Bird (avec Philip Larratt-Smith), Londres et Göttingen, Hauser & Wirth et Steidl, 2008 (ISBN 978-3-86521-669-4).

## Documentaire
Roni Horn est l'un des artistes présentés dans la série de biographies d'artistes contemporains Art: 21 de PBS.